# Rozływ (obwód doniecki)
Rozływ (ukr. Розлив) – osiedle na Ukrainie, w obwodzie donieckim, w rejonie wołnowaskim, w hromadzie Wełyka Nowosiłka. W 2001 liczyło 924 mieszkańców, głównie rosyjskojęzycznych.